# (8609) Shuvalov
(8609) Shuvalov est un astéroïde de la ceinture principale.

## Description
(8609) Shuvalov est un astéroïde de la ceinture principale. Il fut découvert le 22 août 1977 à Naoutchnyï par Nikolaï Tchernykh. Il présente une orbite caractérisée par un demi-grand axe de 2,41 UA, une excentricité de 0,29 et une inclinaison de 9,1° par rapport à l'écliptique.

## Compléments